# Österböle
Österböle är en tidigare småort i Bollnäs kommun, Gävleborgs län belägen i Rengsjö socken. 2015 ändrade SCB definitionen av småorter något, varvid Österböle inte längre kvalificerade sig som småort.